# Serafin (Łukianow)
Serafin, imię świeckie Aleksandr Iwanowicz Łukianow (ur. 11 sierpnia?/23 sierpnia 1879 w Saratowie, zm. 18 lutego 1959 w Herbowcu) – rosyjski biskup prawosławny.

## Życiorys
W 1900 rozpoczął studia w Kazańskiej Akademii Duchownej. Będąc na trzecim roku, złożył śluby zakonne i przyjął święcenia diakońskie. W 1903 został hieromnichem, zaś w roku następnym ukończył Akademię i został skierowany do pracy jako wykładowca w seminarium duchownym w Ufie. Po dwóch latach awansował na inspektora tegoż seminarium, zaś w 1907 otrzymał godność archimandryty i został przeniesiony do tawryczeskiego seminarium duchownego jako jego rektor. W 1911 objął analogiczne stanowisko w Saratowie.
7 września 1914 miała miejsce jego chirotonia na biskupa pomocniczego eparchii fińskiej. Od 11 sierpnia 1917 objął tymczasowy zarząd tej eparchii, zaś 17 stycznia 1918 został w niej biskupem-ordynariuszem. Do 1924 stał na czele autonomicznego Fińskiego Kościoła Prawosławnego. Po jego przejściu w jurysdykcję Patriarchatu Konstantynopolitańskiego został zmuszony do odejścia z urzędu.
Przez dwa lata żył jako mnich-zatwornik w Monasterze Koniewskim. W 1926 opuścił go, by wyjechać do Wielkiej Brytanii. W Londynie został proboszczem parafii podlegającej Zachodnioeuropejskiego Egzarchatowi Rosyjskiego Kościoła Prawosławnego, jednak w 1927 wypowiedział posłuszeństwo jego zwierzchnikowi metropolicie Eulogiuszowi (Gieorgijewskiemu), dołączając do episkopatu Rosyjskiego Kościoła Prawosławnego poza granicami Rosji. Zamieszkał w Paryżu, obejmując w tym samym roku godność zwierzchnika eparchii zachodnioeuropejskiej Kościoła. W 1937 podniesiony do godności metropolity. Należał do najbardziej konserwatywnego skrzydła Rosyjskiego Kościoła Prawosławnego poza granicami Rosji, w czasie II wojny światowej otwarcie sympatyzował z hitleryzmem.
31 sierpnia 1945 zadeklarował chęć porzucenia Kościoła Zagranicznego i powrotu do macierzystego Rosyjskiego Kościoła Prawosławnego. Został przyjęty, patriarcha Moskwy pozwolił mu zachować wszystkie uzyskane wcześniej godności i uczynił go biskupem pomocniczym egzarchy zachodnioeuropejskiego, jakim nadal był Eulogiusz (Gieorgijewski), mimo sprzeciwu tego ostatniego. Po śmierci metropolity Eulogiusza w sierpniu następnego roku, 9 sierpnia został wyznaczony na nowego egzarchę. Jednak w październiku 1946 nadzwyczajny zjazd duchowieństwa i wiernych egzarchatu opowiedział się za powrotem w jurysdykcję Patriarchatu Konstantynopolitańskiego. W związku z tym metropolita Serafim miał de facto pod swoją kontrolą tylko tę część parafii rosyjskich w Europie Zachodniej, które nie weszły w skład Zachodnioeuropejskiego Egzarchatu Parafii Rosyjskich z metropolitą Włodzimierzem (Tichonickim) na czele.
W 1948 uczestniczył w obchodach jubileuszu 500-lecia autokefalii Kościoła Rosyjskiego. W roku następnym odszedł w stan spoczynku. Do 1954 przebywał nadal w Paryżu, po czym wrócił do ZSRR. Od 1956 mieszkał w Monasterze Herbowieckim, gdzie w 1959 zmarł.   

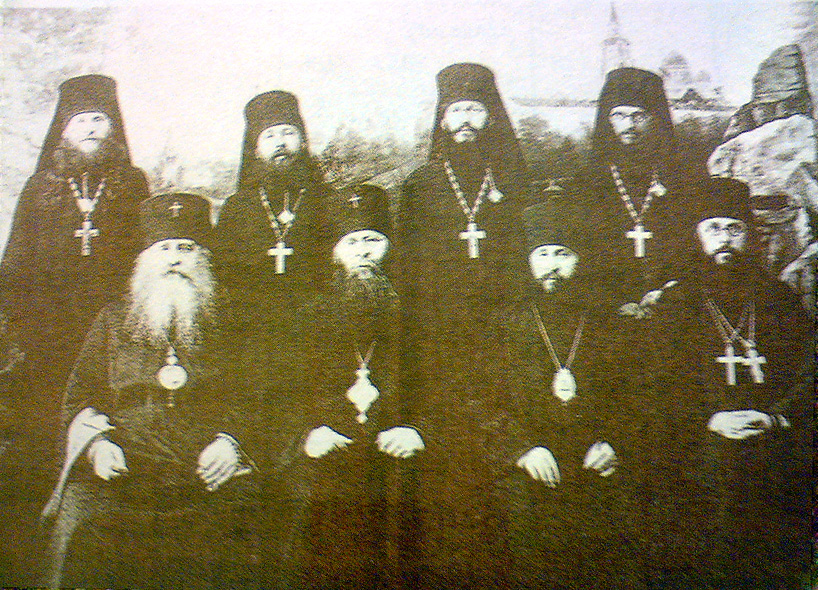
Grupa rosyjskich duchownych w Monasterze Wałaam. Serafin (Łukianow) trzeci z lewej w dolnym rzędzie